# Eurico de Andrade Neves Borba
Filho de Bonifácio Antônio Borba e de Elvira de Andrade Neves Borba, nasceu em Santa Maria (Rio Grande do Sul) , no dia 13 de outubro de 1940. Eurico Borba fez seus estudos iniciais no Colégio dos Irmãos Maristas, em Porto Alegre. Cursou o científico no Colégio Mallet Soares, no Rio de Janeiro.

## Vida acadêmica
Cursou dois anos de Matemática na antiga Faculdade Nacional de Filosofia (1961-1962), graduando-se, mais tarde, em Economia pela Pontifícia Universidade Católica do Rio de Janeiro, em 1965. Nesta Universidade, no período de 1966 a 1970, atuou como Professor auxiliar, assistente e associado, diretor do Departamento de Economia, Vice-Decano e decano interino do Centro de Ciências Sociais, e Vice-Reitor.

## Carreira
Eurico Borba Iniciou sua vida profissional no Banco Lar Brasileiro (1963), onde chegou ao cargo de assistente da Vice-Presidência de Planejamento (1963-1964), e a subgerente das Agências Metropolitanas-RJ (1965). Foi diretor-geral da Escola de Administração Fazendária (1979-1980); e secretário-geral adjunto do Ministério da Educação (Brasil) (1985-1987).
Eurico Borba foi coordenador adjunto da campanha presidencial do Candidato Mário Covas (1989). Em 1994, participou da equipe de estudos e planejamento da campanha presidencial de Fernando Henrique Cardoso.
No IBGE, ocupou os cargos de chefe de gabinete da Presidência (1970-1972 e diretor-geral (1973-1979) na administração de Isaac Kerstenetzky.

Presidente doIBGE de , em sua administração, assim como seu antecessor, enfrentou dificuldades resultantes de um Movimento sindical atuante e um governo que negava grande parte das reivindicações feitas.
1. 1 2  «Eurico de Andrade Neves Borba | Memória IBGE». memoria.ibge.gov.br. Consultado em 5 de agosto de 2023